# Staffordshire Bull Terrier
Staffordshire Bull Terrier – jedna z ras psów należąca do grupy terierów, zaklasyfikowana do sekcji terierów w typie bull. Nie podlega próbom pracy.

## Rys historyczny
Rasa ta została stworzona do walk z psami poprzez łączenie bulldogów z terrierami, po zakazaniu szczucia buldogów na uwiązane byki oraz niedźwiedzie w XIX-wiecznej Anglii. Na początku XX wieku (1935) został zaakceptowany przez Kennel Club jako Staffordshire Bull Terrier. W 1975 roku zarejestrowano pierwszego staffika w American Kennel Club – był to angielski import Champion Tinkinswood Imperial. Pierwszym amerykańskim championem została suka importowana z Australii – Northwark Becky Sharpe.
Staffordshire Bull Terrier jest rasą angielską, choć często jest mylony ze swoimi amerykańskimi kuzynami – Amerykańskim Staffordshire Terrierem i Amerykańskim Pit Bull Terrierem.
Oficjalny, aktualny wzorzec dla tej rasy pochodzi z 24 czerwca 1987.

## Wygląd

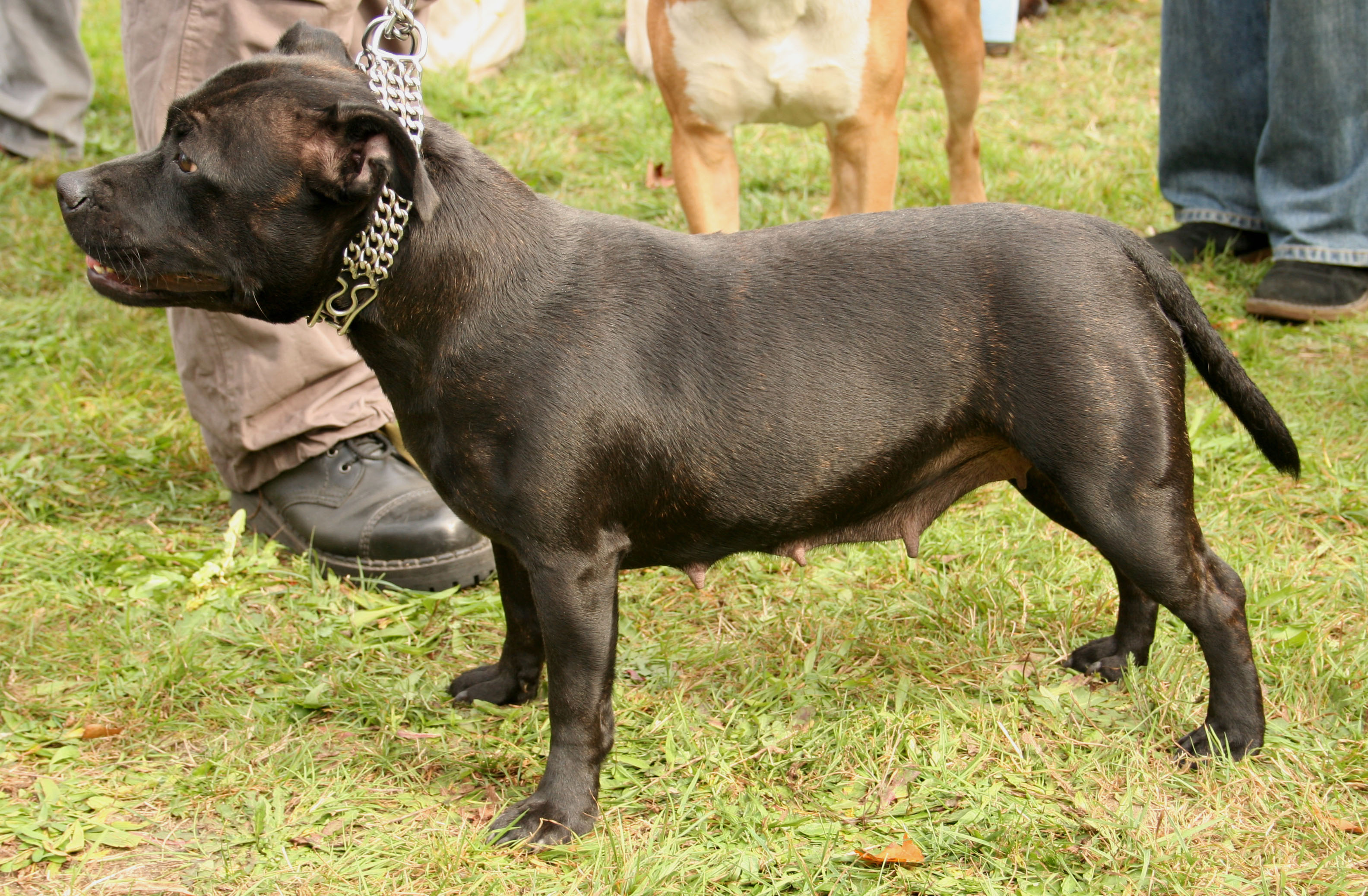
Suka rasy Staffordshire Bull Terrier o umaszczeniu czarnym pręgowanym

Staffordshire Bull Terrier jest psem gładkowłosym o średniej wielkości i muskularnej sylwetce.

### Budowa
- Głowa jest krótka i głęboka, z szeroką czaszką. Mocno zaznaczone mięśnie policzkowe, wyraźny stop, krótka kufa, nos czarny. Wargi są zwarte a szczęki mocne o dużych zębach i zgryzie nożycowym.
  - Oczy są ciemne, ale mogą, w pewnej mierze, harmonizować z barwą maści psa. Są okrągłe, średniej wielkości, osadzone w taki sposób, aby pies patrzył na wprost.
  - Uszy są noszone w płatek róży lub półstojące, nieduże. Uszy całkowicie stojące lub całkiem wiszące są wadą.
- Szyja jest umięśniona, raczej krótka, o prostej linii, stopniowo rozszerzająca się w kierunku ramion.
- Tułów jest dobrze umięśniony i zwarty o równej górnej linii. Szeroki front, głęboka klatka piersiowa, a żebra są dobrze wysklepione
- Łapy są silne, średniej wielkości, mocno stojące. U psów o jednolitej szacie pazury powinny być koloru czarnego.
  - Kończyny przednie są proste, o mocnym kośćcu, dość szeroko rozstawione, o dobrze związanych łopatkach. Poczynając od śródręcza łapy zwrócone są lekko na zewnątrz.
  - Kończyny tylne powinny być dobrze umięśnione. Stawy skokowe niskie, kolana dobrze ukątowane. Kończyny tylne oglądane z tyłu powinny być równoległe.
  - Ruch jest swobodny, zwinny i mocny, oszczędny w wysiłku, nogi poruszające się równolegle, patrząc zarówno od frontu, jak i od tyłu. Dostrzegalny napęd tylnych kończyn.
- Ogon jest średniej długości, nisko osadzony, zwężający się ku dołowi i noszony raczej nisko.
- Samce powinny mieć oba jądra normalnie wykształcone, całkowicie umiejscowione w mosznie.Pierwszy champion w historii - Gentleman Jim

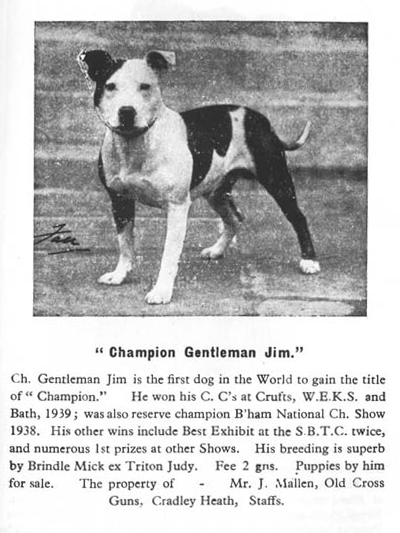
Pierwszy champion w historii - Gentleman Jim

### Szata i umaszczenie
Włos jest gładki, krótki, przylegający do skóry. Możliwe warianty umaszczenia: rude, płowe, białe, czarne lub błękitne, a także łaciate w którymś z podanych wyżej kolorów. Może także być pręgowane. Umaszczenie błękitne występuje bardzo rzadko. Umaszczenie niedozwolone to czarne podpalane i czekoladowe.

### Wady
Obniżają ocenę zależnie od stopnia ich wyrażenia: oczy jasne, oprawa oka różowa; ogon zbyt długi lub zbyt zakręcony; niezgodność z limitami wzrostu i wagi; uszy całkowicie obwisłe lub stojące; przodozgryz lub tyłozgryz. Psy mające którąś z wymienionych wad nie mogą być nagradzane: różowy nos, znaczny przodozgryz (kiedy żuchwa jest tak wysunięta, że dolne siekacze nie stykają się z siekaczami górnymi); znaczny tyłozgryz (kiedy szczęka górna jest o tyle dłuższa, że siekacze górne nie stykają się z dolnymi).

## Zachowanie i charakter
Staffordshire Bull Terrier to pies pewny siebie, odważny, wesoły, inteligentny, uparty, aktywny. Wymaga bliskiego kontaktu z człowiekiem, wobec innych zwierząt jest tolerancyjny, jeśli będzie do nich od wczesnego okresu przyzwyczajany. Uwielbia rywalizować z innymi psami, stąd też duże zainteresowanie przeciąganiem zabawek z innym psem (ang. tug of war). W stosunku do dzieci potrafią być przyjazne i cierpliwe. W sytuacjach, w których inne psy tracą cierpliwość i potrafią zareagować agresją, Staffordshire Bull Terrier zachowuje spokój lub po prostu odchodzi, przez co został nazwany przez Bryana Cumminsa psem nianią (ang. nanny dog).

## Użytkowość
Staffordshire Bull Terrier współcześnie pełni funkcje psa rodzinnego, wszechstronnie użytkowanego. Coraz częściej staffiki używane są do konkurencji sportowych takich jak agility czy weight pulling.

## Popularność
Staffordshire Bull Terrier często uważany jest za rasę agresywną. Powodem takich opinii jest jego muskularna budowa i budzący respekt „groźny” wygląd.
Staffordshire Bull Terrier jest jednym z najpopularniejszych psów w Wielkiej Brytanii i Australii.
W Polsce liczba psów tej rasy rośnie, choć większą popularnością cieszą się Amstaffy i psy w jego typie.
Od 2000 roku w dużej części Republiki Federalnej Niemiec posiadanie Staffordshire Bull Terriera, jak i innych terierów w typie bull, jest zakazane. Importowanie do tego kraju psa z grupy terierów typu bull jest zabronione. Fakt ten zaistniał po śmiertelnym ataku Pit Bulli będących własnością dwudziestoczteroletniego dilera narkotyków na sześcioletniego syna tureckich emigrantów – Volkana Kaja – na placu zabaw na terenie szkoły (26 czerwca 2000 r. w Hamburgu).

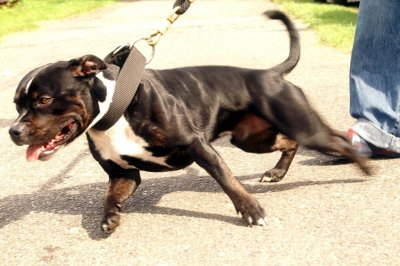
Staffordshire Bull Terrier